# Norton (Ohio)
Norton è un comune degli Stati Uniti d'America, situato nello stato dell'Ohio, diviso tra la contea di Summit e la contea di Wayne.